# CER Rt.
CER Közép-Európai Vasúti Árufuvarozási, Kereskedelmi és Szolgáltató Zártkörűen Működő Részvénytársaság (česky „Středoevropská společnost pro nákladní železniční dopravu, obchod a služby, akciová společnost“) je maďarský dopravce, provozující nákladní železniční dopravu.
Společnost, která byla založena 19. srpna 2004 sídlí v Budapešti, ale svůj provozní závod má v Püspökladány.
Pro provoz svých vlaků společnost využívá lokomotivy pronajaté od společností MÁV REC (společný podnik MÁV a LAC Holding) a MÁV-TRAKCIÓ (dceřiná společnost MÁV). Jejími hlavními partnery v mezinárodní dopravě jsou dopravci Bratislavská regionálna koľajová spoločnosť a Servtrans Invest.